# Potentilla cryptophila
Potentilla cryptophila är en rosväxtart som beskrevs av Joseph Friedrich Nicolaus Bornmüller. Potentilla cryptophila ingår i Fingerörtssläktet som ingår i familjen rosväxter. Inga underarter finns listade i Catalogue of Life.